# Самоков (Македонски Брод)
Самоков (мкд. Самоков) је насеље у Северној Македонији, у средишњем делу државе. Самоков припада општини Македонски Брод.
Самоков је до 2004. године био седиште истоимене општине, која је потом укинута и прикључена општини Македонски Брод. Самоков је најважније насеље северне половине општине.

## Географија
Насеље Самоков је смештено у средишњем делу Северне Македоније. Од седишта општине, градића Македонски Брод, насеље је удаљено 38 km северно.
Рељеф: Насеље Самоков се налази у области Порече, која обухвата средишњи део слика реке Треске. Дато подручје је изразито планинско. Насеље је положено на висовима изнад леве обале реке Треске, у најужем делу тока, у оквиру Поречке клисуре. Западно од насеља уздиже се главно било Суве горе. Надморска висина насеља је приближно 600 метара.
Клима у насељу је планинска због знатне надморске висине. 

## Историја
Почетком 20. века, као и Порече, становништво Самокова је било наклоњено српској народној замисли, па се месно становништво у изјашњавало Србима.

## Становништво
По попису становништва из 2002. године, Самоков је имао 388 становника.
Претежно становништво у насељу су етнички Македонци (100% према последњем попису).
Већинска вероисповест у насељу је православље.

## Збирка слика
- Насељски трг са Црквом Светог Илије
- Самоков, црквени торањ
- Средишњи део Самокова
- Предео око Самокова